# Punta Salas
Punta Salas (spanisch) ist eine Landspitze inmitten der Trinity-Halbinsel des Grahamlands auf der Antarktischen Halbinsel. Sie liegt östlich des Marescot Ridge und nördlich des Louis-Philippe-Plateaus.
Argentinische Wissenschaftler benannten sie. Der weitere Benennungshintergrund ist nicht überliefert.